# 比亚迪海豚
比亞迪海豚（英語：BYD dolphin）是中國汽車製造商比亞迪汽車生產的純電動掀背車，是比亞迪最新“海洋系列”插電式電動車的首款車。在多個海外市場，比亞迪海豚的左軚版本被稱為比亞迪ATTO 2，此車款已在歐洲（如英國）和亞洲等地（如香港）推出，海豚車型主要競爭對手為本田飛度。

## 概述
在2021年4月的上海车展上，比亚迪展示了海豚的预生产原型，名为比亚迪EA1 Concept，同时还宣布了现代化的设计语言和公司标志。该公司还推出了名为e-Platform 3.0的新一代电动汽车平台，该平台提供更高效的性能和续航里程。
量产车型三个月后最终以海豚的名义推出，并于2021年8月上市。海豚采用了比亚迪的海洋美学设计语言，该语言也用于其他海洋系列车型，这是一种由比亚迪设计团队负责人沃尔夫冈·艾格设计的单箱侧面轮廓。
海豚是第一款采用比亚迪新标识的量产车型。
海豚的内饰配备可旋转的2.8英寸车载信息屏幕和全5英寸LCD仪表板。它标配不同容量的LFP 刀片电池。
面向全球市场的改进版于2023年推出。对于大多数出口市场，海豚加长了约20 cm（7.9英寸），以适应新的前端碰撞结构，该结构旨在获得澳大利亚Australasian New Car Assessment Program五星级安全评级。全球版采用了不同的前后保险杠、前引擎盖和翼子板，延长了其悬垂，使其长度增加到4,290 mm（168.9英寸），并将其定位为C级车。

2023年9月22日，经过25个月的生产，第50万艘海豚下线。

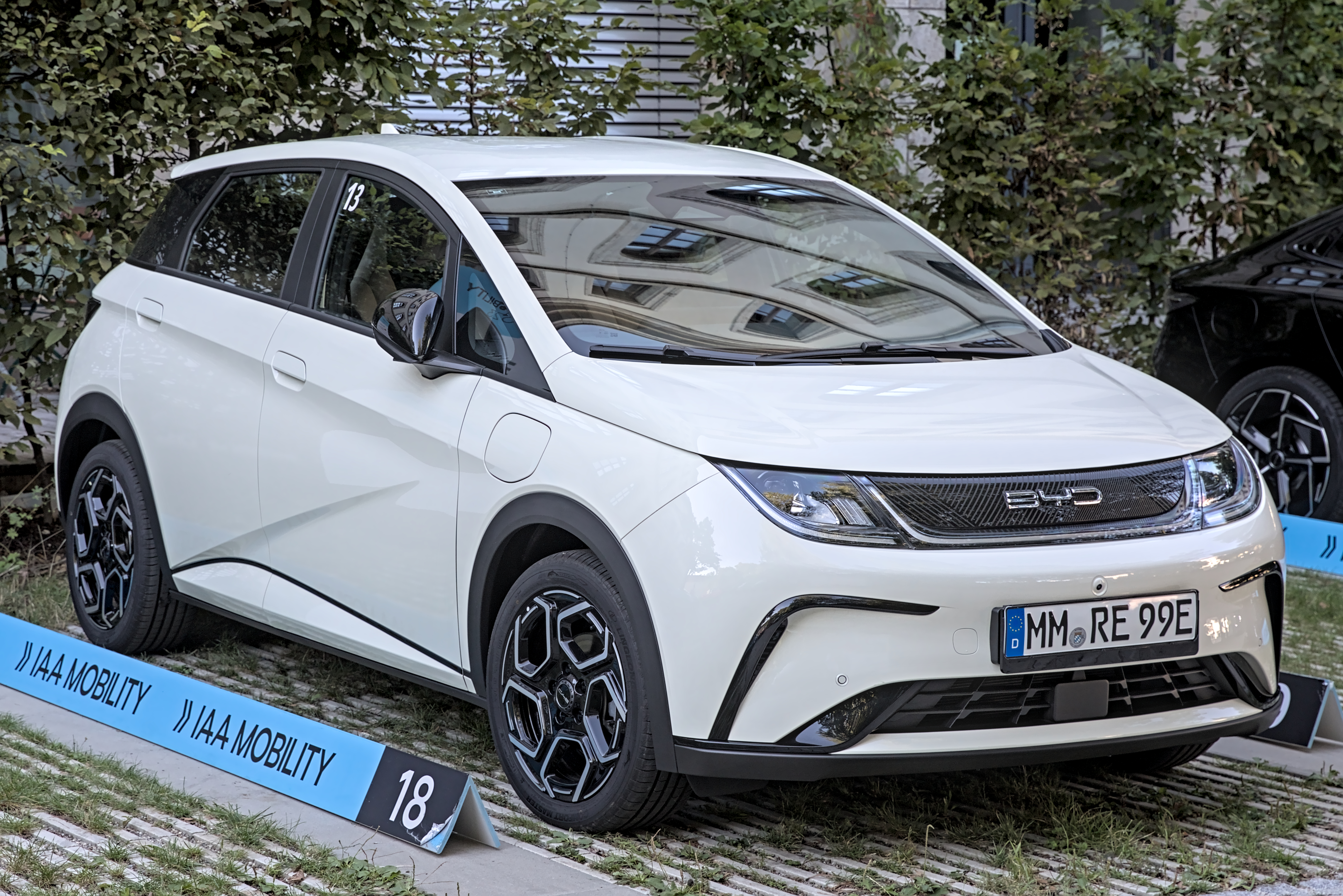
正面视图（整体）
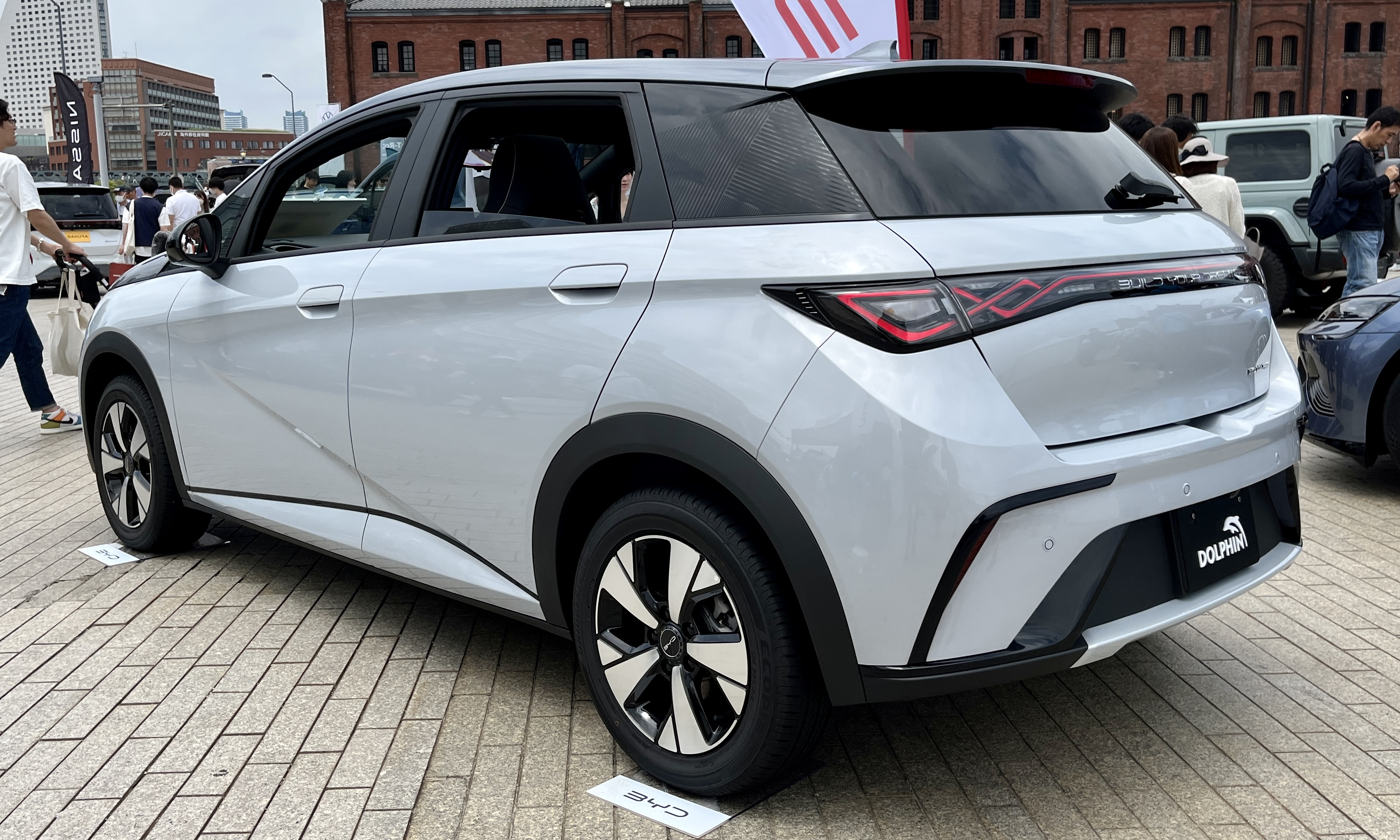
后视图（整体）
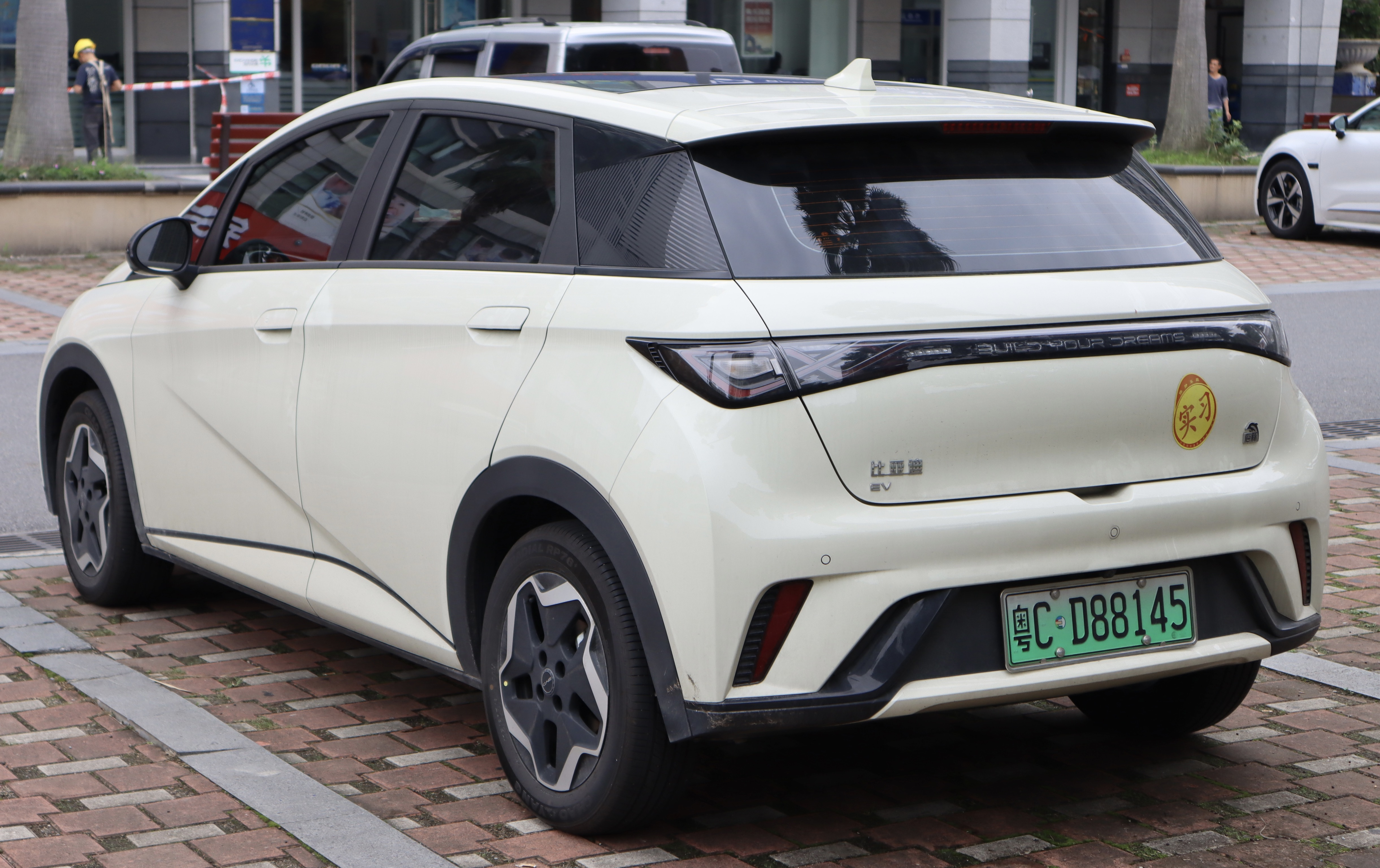
后视图（国行）
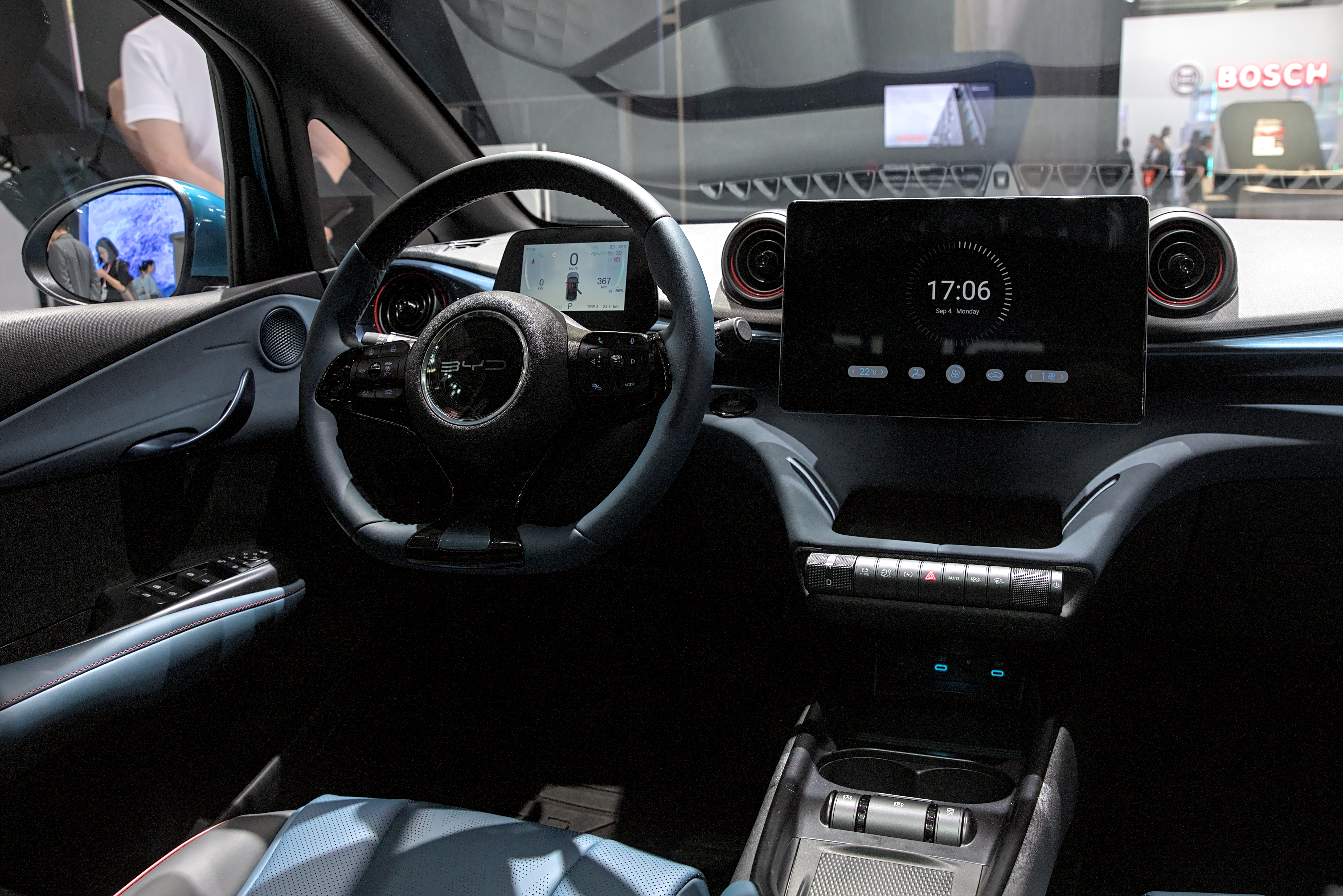
内饰
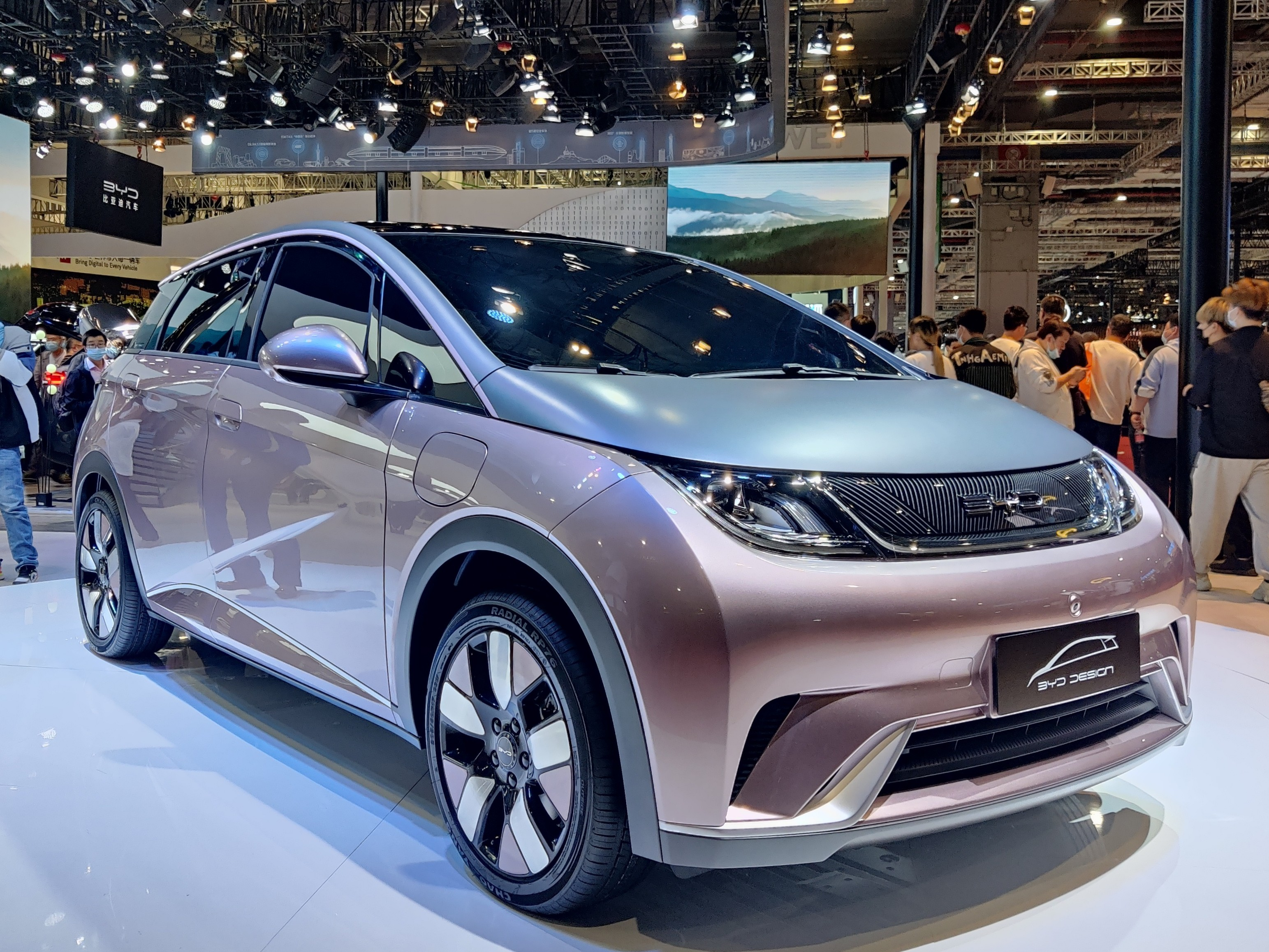
EA1概念车

## 动力传动系统

### 中国 / 拉丁美洲
以下规格对应于在中国和拉丁美洲等一些出口市场销售的4.1-（161.4英寸）长海豚。
| 电池                   | 设计 | 电动机       | 功率             | 扭矩                            | 0—100 km/h（0—62 mph）（宣称） | 射程（宣称）     | 射程（宣称）     | 射程（宣称） | 日历年    | 注释       |
| 电池                   | 设计 | 电动机       | 功率             | 扭矩                            | 0—100 km/h（0—62 mph）（宣称） | CLTC             | NEDC             | WLTP         | 日历年    | 注释       |
| ---------------------- | ---- | ------------ | ---------------- | ------------------------------- | ------------------------------ | ---------------- | ---------------- | ------------ | --------- | ---------- |
| 30.72 kWh LFP 刀片电池 | FWD  | 永磁同步电机 | 70 kW（94 hp）   | 180 N·m（18.4 kg·m；133 lb·ft） | 10.5秒                         | 301 km（187 mi） |                  |              | 2021–2022 |            |
| 44.9 kWh LFP 刀片电池  | FWD  | 永磁同步电机 | 70 kW（94 hp）   | 180 N·m（18.4 kg·m；133 lb·ft） | 10.9秒                         | 420 km（261 mi） | 405 km（252 mi） |              | 2021–至今 | 仅拉丁美洲 |
| 44.9 kWh LFP 刀片电池  | FWD  | 永磁同步电机 | 130 kW（174 hp） | 290 N·m（29.6 kg·m；214 lb·ft） | 7.5秒                          | 401 km（249 mi） |                  |              | 2021–至今 |            |
| 60.48 kWh LFP 刀片电池 | FWD  | 永磁同步电机 | 150 kW（201 hp） | 310 N·m（31.6 kg·m；229 lb·ft） |                                | 520 km（323 mi） |                  |              | 2024–至今 | 海豚冠军版 |
| 参考:                  |      |              |                  |                                 |                                |                  |                  |              |           |            |

### 全球版
全球版长4290毫米的海豚于2023年在欧洲；澳大利亚、泰国和马来西亚等右驾市场上市。全球版也在拉丁美洲以海豚Plus的名义销售。对于扩展版本，它采用了更为复杂的独立多连杆后悬架设置，取代了扭力梁。

| 型号     | 电池                   | 设计 | 电动机       | 功率             | 扭矩                            | 0—100 km/h（0—62 mph）（宣称） | 射程（宣称）     | 射程（宣称）     | 日历年            | 注释 |
| 型号     | 电池                   | 设计 | 电动机       | 功率             | 扭矩                            | 0—100 km/h（0—62 mph）（宣称） | NEDC             | WLTP             | 日历年            | 注释 |
| -------- | ---------------------- | ---- | ------------ | ---------------- | ------------------------------- | ------------------------------ | ---------------- | ---------------- | ----------------- | ---- |
| 标准范围 | 44.9 kWh LFP 刀片电池  | FWD  | 永磁同步电机 | 70 kW（94 hp）   | 180 N·m（18.4 kg·m；133 lb·ft） | 12.3秒                         | 410 km（255 mi） | 340 km（211 mi） | 2023–至今         |      |
| 标准范围 | 44.9 kWh LFP 刀片电池  | FWD  | 永磁同步电机 | 130 kW（174 hp） | 260 N·m（26.5 kg·m；192 lb·ft） | 7.5秒                          |                  | 315 km（196 mi） | 2024–至今         |      |
| 标准范围 | 50.25 kWh LFP 刀片电池 | FWD  | 永磁同步电机 | 70 kW（94 hp）   | 180 N·m（18.4 kg·m；133 lb·ft） | 12.3秒                         | 435 km（270 mi） |                  | 2024–至今（泰国） |      |
| 扩展范围 | 60.48 kWh LFP 刀片电池 | FWD  | 永磁同步电机 | 150 kW（201 hp） | 310 N·m（31.6 kg·m；229 lb·ft） | 7.0秒                          | 490 km（304 mi） | 427 km（265 mi） | 2023–至今         |      |
| 参考:    |                        |      |              |                  |                                 |                                |                  |                  |                   |      |

## 市场
自2023年起，海豚已出口到欧洲、澳大利亚和东南亚等海外市场，其尺寸得到加长，以满足更严格的碰撞安全标准，并将其定位于紧凑型或C级领域。

### 中国
在中国，海豚有两个版本和三个装饰级别。自由版和时尚版装饰级别配备70 kW（95 PS；94 hp）电机，而骑士版配备更强大的130 kW（177 PS；174 hp）电机。此前，海豚提供基本装饰，配备30.72kWh 刀片电池，续航里程为301 km（187 mi）。2023年至2024年期间，所有版本均使用相同的44.9 kWh刀片电池。配备骑士版的大包围后，该版本的长度增加了30 mm（1.2英寸）。
2023年9月，海豚50万纪念版发布，庆祝第50万辆海豚下线。它有两个子版本：Pro和Plus。
2024年2月，海豚冠军版作为2024款车型上市销售。它配备了独立的多连杆后悬架装置、60 kWh电池选项和150 kW（204 PS；201 hp）电动机以及无线充电器，这些功能此前仅用于全球市场版本。

### 欧洲
海豚的欧洲版本于2023年4月推出。与全球规格一样，欧洲市场的海豚占据了C级，因为它收到了不同的前后保险杠，将其长度延长至4,290 mm（168.9英寸）。此外，欧洲规格海豚的动力系统也进行了升级。该车由150 kW（204 PS；201 hp）前轮驱动电机驱动，搭配60.48 kWh电池，与比亚迪元PLUS共享。

### 澳大利亚
2022年2月，比亚迪的澳大利亚经销商EVDirect宣布计划在澳大利亚销售海豚。该车于2023年6月22日在昆士兰州黄金海岸的海洋世界的一场发布会上发布。有两种款式可供选择：70 kW（95 PS；94 hp）Dynamic装饰和150 kW（204 PS；201 hp）Premium装饰。2025年1月，Dynamic被 Essential取代，成为海豚的入门级装饰。

### 新西兰
比亚迪海豚在新西兰有两种续航里程型号：标准续航里程配备44.9 kWh 刀片电池，WLTP续航里程为 340 km（210 mi），增程续航里程配备60.48 kWh刀片电池，WLTP续航里程增至427 km（265 mi）。

### 泰国
2023年3月，海豚的全球右侧驾驶版本在2023年曼谷国际车展上首次作为标准范围（70 kW（95 PS；94 hp）配备44.9 kWh 刀片电池）向公众展示。比亚迪在泰国的经销商瑞福汽车于2023年6月底向媒体推出了标准续航里程95 PS和扩展续航里程（配备60.48 kWh 刀片电池的 150 kW（204 PS；201 hp））车型。

进入2024年7月，本地组装的车型以较低的价格上市销售。标准续航里程车型配备了更大的50.25千瓦时电池，将其NEDC额定续航里程提升至435 km（270 mi）。它还获得了更快的直流充电容量，从60千瓦提升至70千瓦。

### 马来西亚
2023年5月，海豚是继比亚迪元PLUS之后在马来西亚推出的第二款比亚迪车型，并于2023年8月开始交付。它有两种型号：动态标准范围（70 kW（95 PS；94 hp） 和高级扩展范围（150 kW（204 PS；201 hp）。

### 巴西
海豚于2023年7月在巴西上市。目前有两种型号，分别是标准海豚和全球市场海豚Plus。
2023年，海豚在巴西销售了6,812辆，成为该国最畅销的电动汽车。

### 日本
2023年9月，海豚型在日本推出，有两种型号：海豚型（44.9kWh 70 kW（95 PS；94 hp） 和海豚长程型（58.56 kWh 150 kW（204 PS；201 hp）。

### 印度尼西亚
作为比亚迪进军印尼乘用车市场的一部分，海豚于2024年1月与比亚迪元PLUS和比亚迪海豹一起在印尼推出。销售价格将于2024年2月的第31届印度尼西亚国际车展上公布。它有两种型号：动态标准范（70 kW（95 PS；94 hp） 和高级扩展范围（150 kW（204 PS；201 hp）。

### 南非
海豚于2024年5月18日在南非推出，有两种型号：标准续航里程（44.9千瓦时）和扩展续航里程（60.48千瓦时）。

### 文莱
海豚于2024年6月15日在文莱推出，该车仅提供单一装饰的动态标准续航里程 (44.9kWh)。

### 越南
作为比亚迪进军越南市场的一部分，海豚于2024年7月18日与比亚迪元PLUS和比亚迪海豹一起在越南推出。它提供唯一的GLX变体，使用标准续航里程44.9 kWh动力系统。

### 以色列
海豚于2023年8月8日在以色列推出。它有两种型号，均采用相同的60.48kWh电池和150 kW（204 PS；201 hp）发动机。基本型号为“舒适型”，而“设计型”则增加了更多高级设备，例如全景天窗和无线电话充电器。

## 奖项
比亚迪海豚在2024年Carbuyer最佳汽车大奖中荣获“最佳小型电动车”称号。

## 安全性
| Euro NCAP 测试成绩       | Euro NCAP 测试成绩 | Euro NCAP 测试成绩 |
| ------------------------ | ------------------ | ------------------ |
| BYD Dolphin (LHD) (2023) |                    |                    |
| 测试                     | 得分               | %                  |
| 总分:                    | 5 /5颗星           | 5 /5颗星           |
| 成年乘员:                | 35.8               | 89%                |
| 小孩乘员:                | 43                 | 87%                |
| 行人:                    | 53.9               | 85%                |
| 安全辅助:                | 14.4               | 79%                |

## 销量
| 年份 | 销量    | 销量   | 销量     | 销量  | 销量   | 销量       | 总产量  |
| 年份 | 中國    | 泰國   | 马来西亚 |       | 巴西   | 印度尼西亞 | 总产量  |
| ---- | ------- | ------ | -------- | ----- | ------ | ---------- | ------- |
| 2021 | 29,598  |        |          |       |        |            |         |
| 2022 | 204,674 |        |          |       |        |            | 205,417 |
| 2023 | 299,708 | 9,410  | 1,313    | 925   | 6,812  |            | 367,419 |
| 2024 | 160,594 | 13,386 | 1,431    | 2,116 | 15,202 | 1,186      | 198,320 |

1. ↑  数据基于注册（马来西亚）